# درع الجزيرة (لعبة فيديو)
درع الجزيرة هي لعبة فيديو مجانية من نوع أكشن ومعارك حربية، صدرت في 13 مارس 2015، وهي متوفرة على أجهزة آي أو إس وآي باد. اللعبة من تطوير فلافل غيمز ومن نشر فلافل غيمز.

## موجز القصة
تدور أحداث اللعبة حول ضابط يحاول حماية بلده من الأعداء. يقوم اللاعب بالاعتماد على نفسه لبناء المباني والقواعد ومصانع السلاح وبنفس يشن هجمات على المدن الأخرى.

## وصلات خارجية
- استعراض اللعبة على قناة  سعودي جيمر على يوتيوب